# Music for the Movies: Bernard Herrmann

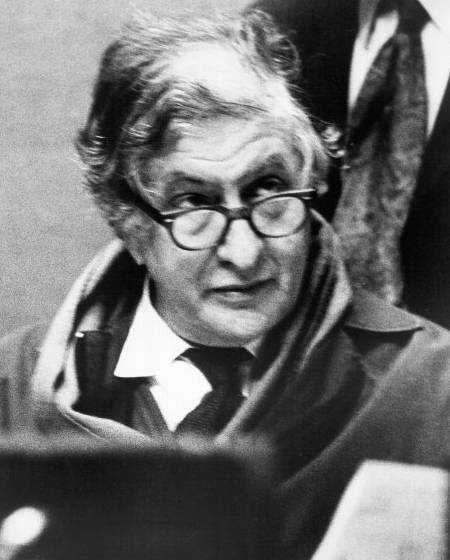
Bernard Herrmann.

Pour plus de détails, voir Fiche technique et Distribution.
Music for the Movies: Bernard Herrmann est un film américain réalisé par Joshua Waletzky, sorti en 1999.

## Synopsis
Le film retrace la carrière du compositeur de musiques de film Bernard Herrmann.

## Fiche technique
- Titre : Music for the Movies: Bernard Herrmann
- Réalisation : Joshua Waletzky
- Photographie : Mark Daniels et Jerry Feldman
- Montage : Joshua Waletzky
- Narration : Philip Bosco
- Production : Roma Baran et Margaret Smilow
- Société de production : Alternate Current International, Channel Four Films, La Sept Cinéma et Les Films d'ici
- Pays :  États-Unis,  Royaume-Uni et  France
- Genre : Documentaire
- Durée : 58 minutes
- Dates de sortie : 
  -  États-Unis : 1999

## Distinctions
Le film a été nommé à l'Oscar du meilleur film documentaire.